# رشيد محمد
رشيد محمد (ولد باسم رشيد خوية في 9 نوفمبر 1979 في سلا بالمغرب) عداء مسافات متوسطة بحريني الجنسية مغربي المولد متخصص في سباقات 800 متر. حقق أفضل رقم شخصي له قدره 1:45.38 دقيقة في يونيو 1999 في ميلانو.

## المسيرة الرياضية
قرر رشيد الهجرة من المغرب إلى البحرين في عام 2002 وسرعان ما فاز بالميدالية الذهبية في سباق 800 متر في دورة الألعاب الآسيوية 2002. كانت هذه أول ميدالية تحققها البحرين في دورة الألعاب الآسيوية منذ عام 1986. في العام التالي فاز بالميدالية البرونزية في بطولة آسيا لألعاب القوى 2003. كما شارك في بطولة العالم عامي 1999 و2003 من دون التأهل إلى المرحلة النهائية.

## الإنجازات
| العام       | البطولة                 | الملعب      | المركز      | السباق      | الملاحظات |
| مثل البحرين | مثل البحرين             | مثل البحرين | مثل البحرين | مثل البحرين |           |
| ----------- | ----------------------- | ----------- | ----------- | ----------- | --------- |
| 2003        | بطولة آسيا لألعاب القوى | مانيلا      | 3           | 800 متر     |           |

## روابط خارجية
- رشيد محمد على موقع الاتحاد الدولي لألعاب القوى (الإنجليزية)